# Rhexia kartabensis
Rhexia kartabensis är en insektsart som beskrevs av George Darby Haviland. Rhexia kartabensis ingår i släktet Rhexia och familjen hornstritar. Inga underarter finns listade i Catalogue of Life.